# غابرييلا لينا فرانك
غابرييلا لينا فرانك (بالإنجليزية: Gabriela Lena Frank)‏ هي عازفة بيانو وملحنة أمريكية، ولدت في 26 سبتمبر 1972 في بيركيلي في الولايات المتحدة.

## وصلات خارجية
- غابرييلا لينا فرانك على موقع ميوزك برينز (الإنجليزية)
- غابرييلا لينا فرانك على موقع ديسكوغز (الإنجليزية)